# Rassemblement Démocratique des Comores
Rassemblement Démocratique des Comores (RDC, dt.: Demokratische Versammlung der Komoren) ist eine Partei in den Komoren. Parteiführer ist derzeit Mouigni Baraka, der Gouverneur von Grande Comore.

## Geschichte
Die Partei wurde im November 2013 gegründet. In den Wahlen 2015 errang die RDC zwei der 24 Direktmandate; Hadjira Oumouri wurde in Itsahidi und Oumouri M’madi Hassani in Itsandra-Nord gewählt. In den Wahlen 2020 verlor die Partei ihre Mandate allerdings wieder.